# Elena Łagadinowa
Elena Atanasowa Łagadinowa ps. Amazonka (bułg. Елена Атанасова Лагадинова, Амазонка) (ur. 9 maja 1930 w Razłogu, zm. 5 listopada 2017 w Sofii) – działaczka Bułgarskiej Partii Komunistycznej, bojowniczka ruchu oporu w Bułgarii podczas II wojny światowej, działaczka na rzecz praw kobiet.

## Życiorys
Pochodziła z ubogiej rodziny z Razłogu, jako czterolatka straciła matkę. W 1944 r. jej rodzinny dom został spalony przez bułgarską żandarmerię w ramach represji antypartyzanckich (rodzina wspierała wcześniej komunistyczny ruch oporu). Czternastoletnia Elena Łagadinowa wydostała się z płonącego budynku i wstąpiła razem z ojcem i braćmi Konstantinem, Asenem i Borisem do antyfaszystowskiego oddziału partyzanckiego im. Nikoły Parapunowa. Była najmłodszym bojownikiem bułgarskiego ruchu oporu.
Po zakończeniu wojny ukończyła studia rolnicze na Akademii Rolniczej im. Timiriaziewa w Moskwie. Uzyskała doktorat w zakresie biologii, specjalizując się w badaniach genetycznych zbóż. Staże naukowe odbywała w Szwajcarii i Wielkiej Brytanii. W 1959 r. za osiągnięcia w zakresie badań nad nowymi gatunkami pszenicy została odznaczona Orderem Cyryla i Metodego. Do 1967 r. była pracownikiem naukowym Bułgarskiej Akademii Nauk. Od 1955 r. należała do Bułgarskiej Partii Komunistycznej.
W 1967 r. z polecenia władz partyjnych przerwała dotychczasową pracę, została sekretarzem Frontu Ojczyźnianego (masowej komunistycznej organizacji polityczno-społecznej) i przewodniczącą Komitetu Kobiet. Łagadinowej udało się przekonać członków Biura Politycznego Bułgarskiej Partii Komunistycznej, by w celu walki z kryzysem demograficznym wprowadzić dodatkowe uprawnienia dla matek, zamiast ustanawiać, na wzór rumuński, zakaz aborcji. Dzięki jej staraniom w końcu lat 60. i w latach 70. w Bułgarii na szeroką skalę budowano przedszkola i żłobki. Kobiety otrzymały również prawo do dodatku rodzinnego i nawet trzyletniego urlopu macierzyńskiego.
W latach 1971–1990 zasiadała w Radzie Państwa Bułgarskiej Republiki Ludowej, w pięciu kadencjach (od 1966 do 1990 r.) była deputowaną bułgarskiego Zgromadzenia Ludowego. W latach 1966–1971 była kandydatem na członka Komitetu Centralnego Bułgarskiej Partii Komunistycznej, zaś od 1971 do 1990 r. – członkiem Komitetu Centralnego.
Elena Łagadinowa utrzymywała kontakty z organizacjami feministycznymi i kobiecymi w Afryce, Azji i Ameryce Łacińskiej. W 1985 r. była sprawozdawczynią generalną na III Konferencji w sprawie Kobiet w Nairobi (pod egidą ONZ). W latach 1985–1988 zasiadała w kierownictwie Instytutu Narodów Zjednoczonych ds. Kształcenia Kobiet (United Nations Institute for Training Women).
Zmarła w 2017 r. i została pochowana na cmentarzu w Razłogu. Była zamężna, miała trójkę dzieci.